# Syntheta acineta
Syntheta acineta är en fjärilsart som beskrevs av Turner 1920. Syntheta acineta ingår i släktet Syntheta och familjen nattflyn. Inga underarter finns listade i Catalogue of Life.